# 블레즈 디아뉴
블레즈 디아뉴(Blaise Diagne, 1872년 10월 13일 ~ 1934년 5월 11일)는 프랑스의 정치인이자 프랑스령 서아프리카 다카르시 (현 세네갈)의 시장이다. 서아프리카 출신으로는 사상 처음으로 프랑스 하원의 국회의원으로 당선된 동시에, 프랑스 정부에서 직위를 역임한 최초의 인물이기도 하다.

## 어린 시절
1872년 10월 13일 프랑스령 세네갈의 고레섬에서 태어났다. 아버지 니오코르 디아뉴 (Niokhor Diagne)는 세네갈의 레부족 출신으로 요리사이자 선원이었고, 어머니 냐냐 앙토니 프레이라 (Gnagna Anthony Preira)는 기니비사우의 망자크족 출신이었다. 어린 시절 디아뉴는 고레와 생루이 출신의 혼혈 기독교 신자였던 크레스팽 (Crespin) 가문에 입양되었으며 세례와 함께 '블레즈' (Blaise)라는 이름을 받았다.
1892년 프랑스로 건너간 디아뉴는 학업을 수료하고 프랑스 세관에 취직했다. 이후 다호메이 (현 베냉), 프랑스령 콩고 (현 콩고 공화국), 레위니옹, 마다가스카르, 프랑스령 기아나 일대에서 근무했다. 1899년 9월 레위니옹에 머물던 디아뉴는 프리메이슨에 가입하였으며 그랑 오리앙 드 프랑스 (Grand Orient de France) 소속 회원이 된 것으로 알려져 있다.

## 정치 경력
1914년 세네갈 일대 4대 코뮌 지역구 국회의원에 당선되어 서아프리카 출신으로는 처음으로 프랑스 하원에 입성했다. 초선 시절이던 1914년부터 1917년까지 마르크스-사회주의 계열의 노동자 인터내셔널 프랑스 지부 (현 프랑스 사회당의 전신)과 협력하였으며, 이후 조르주 망델이 이끄는 독립당에 합류하였다.
1914년 세네갈 지역구 의원으로 당선된 직후 디아뉴는 다카르시를 강타한 전염병에 프랑스 정부가 개입할 수 있도록 결정적 역할을 하였다. 또 같은해 제1차 세계 대전이 발발하자 디아뉴는 세네갈 주민들을 프랑스 정규군에 징병할 수 있도록 주선하였으며, 병무담당으로서 수천명의 서아프리카 흑인들이 프랑스를 위해 서부 전선에서 싸울 수 있도록 도왔다. 그리고 이것을 발판으로 이전까지 단순 식민지의 신민으로 취급되던 4대 코뮌의 주민들에게 프랑스 시민권을 정식 보장해 달라는 주장을 펼쳐나갔다.
1916년 디아뉴의 주장이 프랑스 국회에서 받아들여져 '블레즈 디아뉴법' (Loi Blaise Diagne)이 제정되었다. 이 법의 제정으로 세네갈 지역의 소위 4대 코뮌 (다카르, 고레, 생루이, 뤼피스크)에 거주하는 모든 주민들에게 완전한 시민권이 보장되었다. 이러한 시민권 확대는 그동안 프랑스가 내세웠던 '문명화 사명' (mission civilisatrice) 정책의 상당부분과 맞닿아 있을 뿐더러, 전시상황에서 징병대상을 확충하고자 했던 프랑스 정부의 고민을 활용했다는 평가다.
디아뉴는 전쟁이 끝난 이후로도 수차례 재선에 성공해 말년까지 다선의원으로 남았다. 의정활동과 더불어 행정경력도 거쳤는데, 1918년 10월부터 1920년 1월까지 프랑스 식민지부장관을 역임하며 식민지 출신 군인과 프랑스 국내의 아프리카 식민지 출신 노동자들을 총괄 감독하였다. 1930년에는 국제노동기구의 사무국인 국제 노동 사무국에서 프랑스 대표를 역임하였다. 1931년 1월부터 1932년 2월까지 식민지 담당 국무차관보에 임명되어 정부내각에 합류하기도 했다. 비슷한 시기인 1920년부터 1934년까지 세네갈 다카르의 시장을 지냈다.
1934년 프랑스 캉보레뱅에서 61세의 나이로 사망했다.

## 유산
디아뉴는 아프리카 정치권의 선구자로서 인종에 관계없이 모든 사람의 평등한 권리를 옹호했다. 한편으로 아프리카인들이 프랑스의 지배를 수용하고 프랑스의 문화적, 사회적 규범을 받아들이도록 장려했다. 이러한 철학은 1914년 당시에는 시대를 앞서 있었으나, 말년에는 아프리카 식민지 정치보다 뒤떨어진 인식이었다는 평가가 존재한다.
일례로 디아뉴는 아프리카인이 프랑스 국내에서 역할을 다해야 한다는 주장을 고수하였지만, 서양식 교육을 받은 아프리카 엘리트 대다수는 아프리카 민족주의를 받아들이고 식민지 강대국으로부터의 궁극적인 독립을 위해 노력했다는 점에서 차이가 있다. 아프리카계 미국인 역사가이자 범아프리카주의자였던 W. E. B. 듀보이스는 "...디아뉴는 프랑스인이다. 어쩌다 흑인 출신이었을 뿐이다. 나는 아무래도 디아뉴가 월로프 흑인으로서의 본인을 되려 싫어하는 것이 아닌가 싶다"며, 디아뉴가 아프리카의 이익에 헌신하지 않는다고 비난했다.
디아뉴는 프리메이슨이라는 이유로 무슬림들이 묻히는 다카르의 숨베디운 묘지에 묻히지 않았다. 그러나 다카르시에는 그의 업적을 기려 이름을 딴 장소가 많은데 '블레즈 디아뉴 대로'(Avenue Blaise Diagne)와 '블레즈 디아뉴 고등학교'(Lycée Blaise Diagne), 그리고 다카르 외곽 은디아스에 있는 공항인 블레즈 디아뉴 국제공항이 대표적이다.

## 가족 관계
아들 라울 디아뉴 (Raoul Diagne)는 프랑스 최초의 흑인 프로축구 선수로 활동하였다. 1930년대 말 라싱 클뢰브 드 프랑스 소속으로 리그에서 뛰었으며 1936년 프랑스 리그 우승, 1936년, 1939년, 1940년 프랑스컵 우승에 빚나는 성적을 가두었다.
또다른 아들 아돌프 디아뉴 (Adolph Diagne, 1907년~1985년)은 프랑스 군의관으로 활동하였으며, 할아버지와 똑같은 이름의 손자 '블레즈 디아뉴'를 낳았다. 손자 블레즈는 2001년 프로방스 루르마랭 시장으로 당선되었으며 2008년 재선에 성공했다. 손자 블레즈는 평소 가족들이 할아버지에 대해 거의 이야기한 적이 없다면서 부모님도 가족 내력에 몹시 신중한 편이었다고 밝혔다. 2005년 인터뷰에서는 1960년 이후 세네갈을 방문한 적이 없다며 그곳으로 가져갈 인연도 딱히 없다고 솔직하게 밝혔다. 한편으로 어머니와 할머니가 모두 프랑스 백인 여성이었다는 정보도 밝혔다.

## 같이 보기
- 프랑스령 서아프리카
- 다카르의 시장 목록
- 다카르의 역사